# Damián Fernández Calderón
Damián Fernández Calderón (Sama, 1898 - Moscú, agosto de 1977) fue un obrero y militar español que combatió en la guerra civil española y en la Segunda Guerra Mundial.

## Biografía
Nació en Sama de Langreo en 1898. Minero de profesión, fue miembro del Partido Comunista de España (PCE) desde 1927.
Al estallido de la guerra civil española formó parte de la columna asturiana que se dirigió hacia Madrid, si bien hubieron de regresar a Asturias ante la sublevación de Oviedo y el peligro que corría el resto de la región. Llegó a mandar el batallón «Sangre de Octubre» —con el cual ocupó el monte Naranco—, así como la 11.ª Brigada asturiana. Posteriormente ejerció el mando de la 5.ª División asturiana. A la caída del frente Norte regresó al territorio republicano. El 15 de agosto de 1938 fue nombrado comandante de la 41.ª División, situada en el frente de Extremadura. Tras el final de la contienda marchó al exilio, instalándose en la Unión Soviética.
Durante la Segunda Guerra Mundial llegó a alcanzar el rango de teniente coronel del Ejército soviético.
Falleció en Moscú en agosto de 1977.